# 大隴街
大隴街是香港新界葵青區北葵涌石籬的一條街道，頭尾均接和宜合道。

## 概要

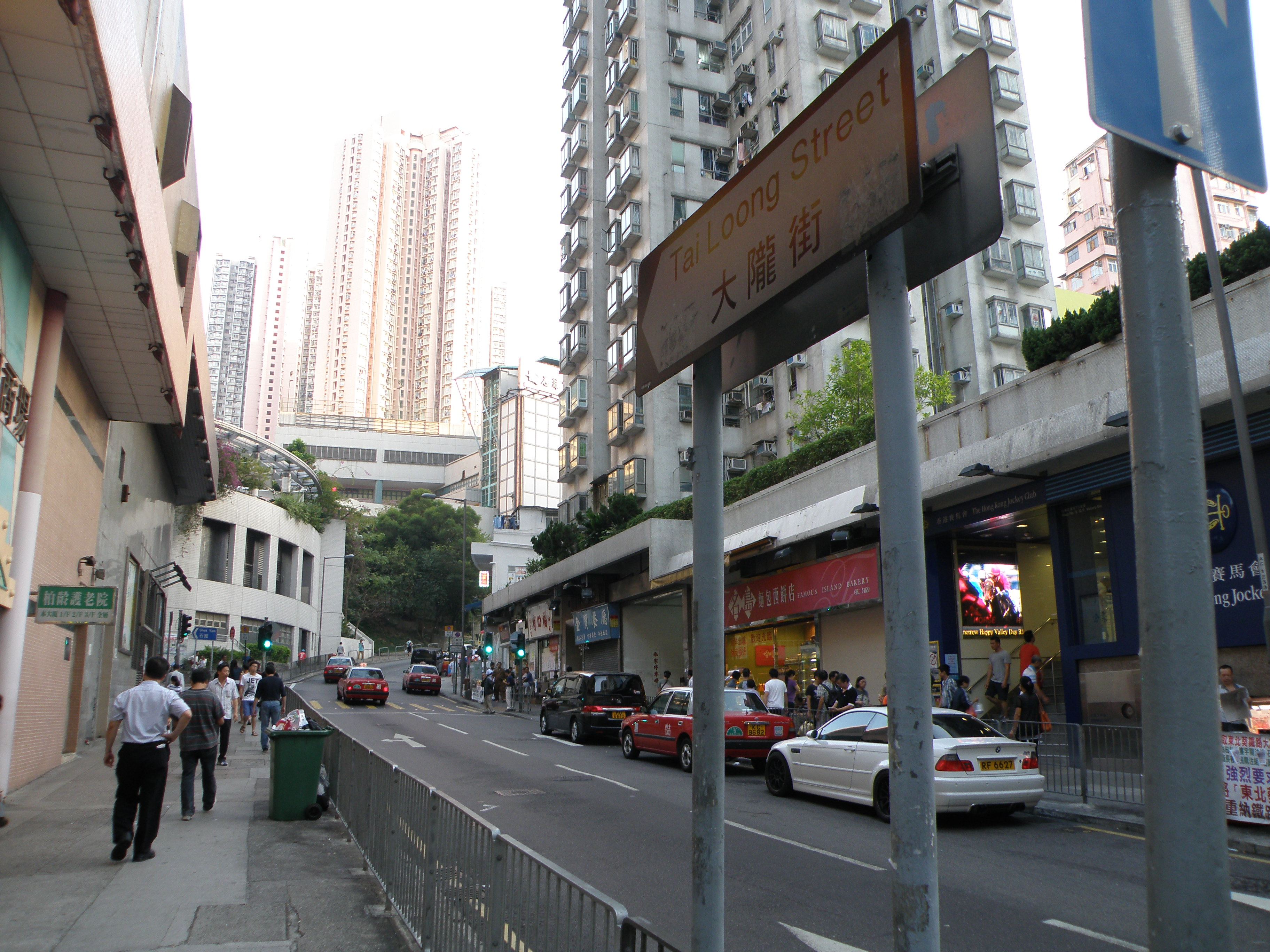
大隴街

此道路為石籬邨連接和宜合道的主要道路，於1965年左右通車，以配合翌年石籬徙置區（後改稱石籬邨）陸續落成。石排街延長段在1993年落成前，亦為石籬邨區內唯一的連外道路。
不過，由於行人由圍乪街、石籬商場一帶，使用大隴街往返和宜合道需要繞路，較爲費時不便，附近居民大多利用一段位於大隴街遊樂場及圓玄學院第一中學旁合共長約 100 米的行人樓梯及斜路作為往返和宜合道及大隴街旁的石籬邨的主要通道。鑑於該處一直只有樓梯，政府擬建升降機及行人通道，以提供一條舒適及便捷的行人路線連接和宜合道及大隴街，亦為長者和輪椅使用者提供無障礙通道。
過去本街道為雙程行車，配合1981年昌榮路交匯處啟用而實施永久改道，改為東向西單程行車，而在葵涌浸信會幼稚園對開的避車處（後來曾經改建成電單車停泊位，現已再次變回避車處），則為昔日西向東（上斜）的巴士站，住宅銀行大廈對開的停車場，在1965年至1966年間為九龍巴士公司葵涌總站的所在。
由於大隴街是1960年代設計之產物，行車路及路口較爲狹窄，以及轉換路燈的時間有待改善，因此大隴街近和宜合道的兩個路口是北葵涌的交通黑點；而大隴街由於道路老化，爆水管的情況亦經常出現；大隴街至梨木樹一段和宜合道也被水務署列為「爆喉熱點」。

## 鄰近建築物
葵涌和宜合道近大隴街一帯有很多住宅樓宇、學校、安老院及社區設施，附近大廈有不少舖位用作安老院舍之用。
大隴街也是區內較多泊車位的道路，沿路500米分別設有3個公共咪錶泊車場，位於近葵都大廈、銀行大廈及石英徑附近，該處的停車收費咪錶自2021年7月起更換爲新款，不過被發現設計出現錯誤，有錶位涵蓋不能泊的空位或將車場行人出入口位置當成收費泊位誤導司機。
- 石籬商場二期（大隴街110號[11]）
- 大隴街遊樂場，設有滾軸溜冰場
- 聖公會麥理浩夫人中心（和宜合道22號）
- 葵涌浸信會幼稚園（大隴街21號[12]）

## 鄰近道路
- 和宜合道
- 圍乪街
- 石排街
- 石貝街
- 石英徑
- 青山公路

## 交通

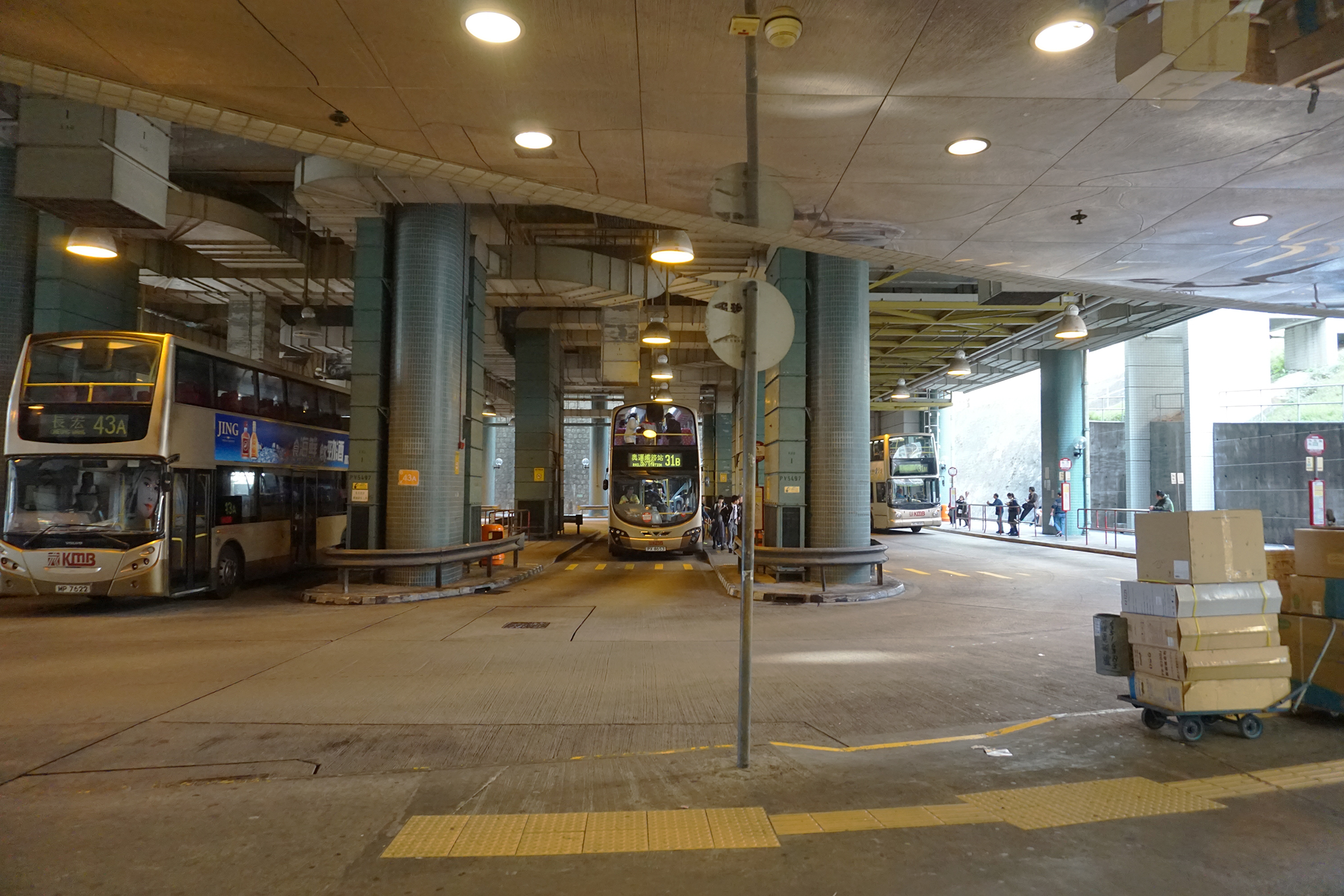
石籬（大隴街）巴士總站

石籬（大隴街）巴士總站位於石籬商場二期地下，於1999年啟用，大部份途徑北葵涌的巴士路線於該處設有車站。 

## 外部連結
- 大隴街（Tai Loong Street） （页面存档备份，存于）